# Famille Vezzi
 (février 2024).
Les Vezzi sont une famille patricienne de Venise, originaire du Frioul, d'Udine.

## Historique
Ayant élu domicile à Venise, elle s'est enrichie par le négoce. En 1716, les frères Giuseppe, Francesco et Vincenzo ont offert à la République 100 000 ducats pour les besoins de la guerre de Candie, à la suite de quoi le Sénat a approuvé par vote le 8 août 1716, proposé et accepté au Grand Conseil le 23 août suivant, leur adhésion à la noblesse vénitienne avec leurs descendants légitimes.
La famille s'éteint en 1769.

## Armes

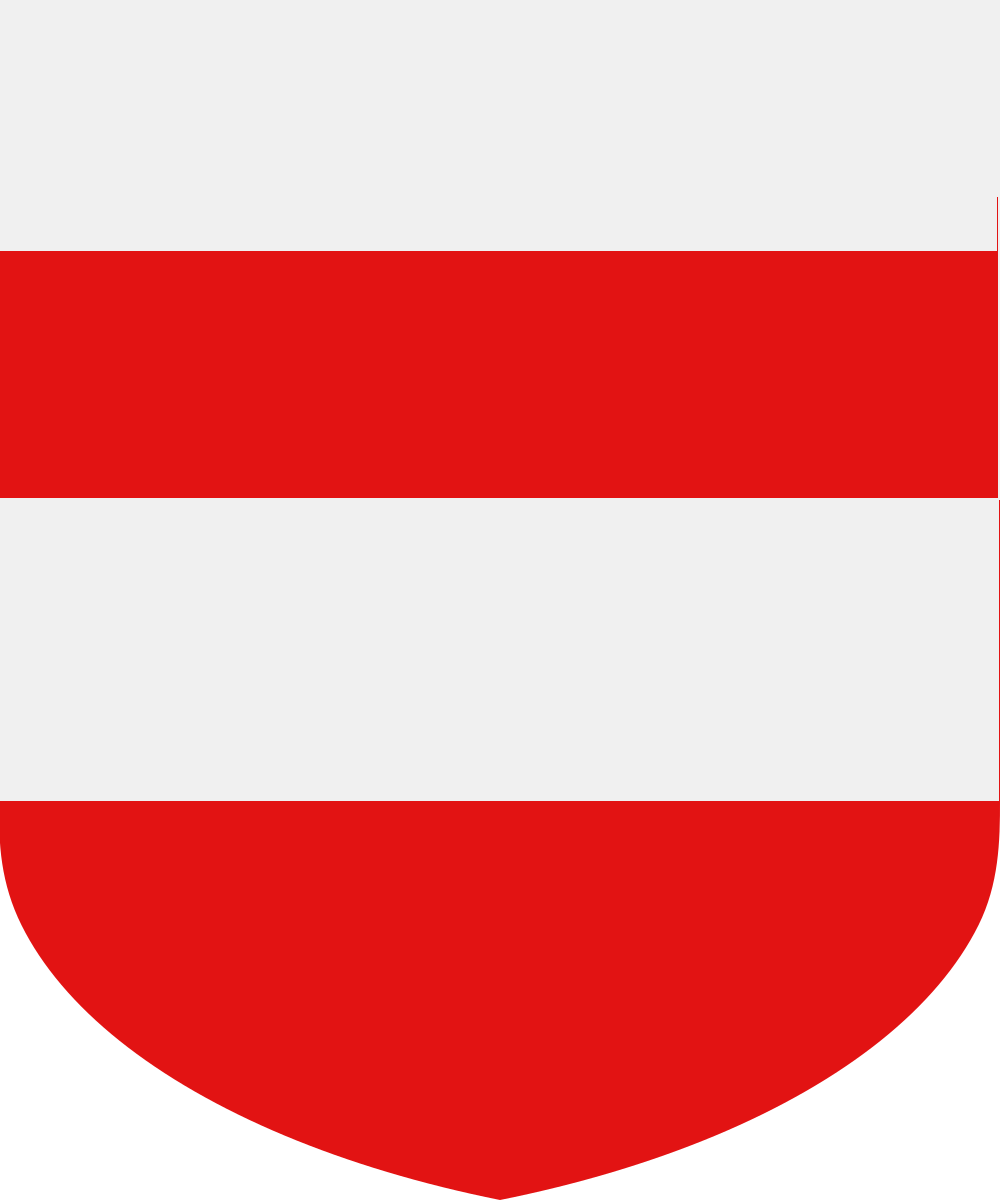
armes des Vezzi